# Edgar Mannheimer
Edgar Mannheimer, född den 20 april 1904 i Göteborg, död den 9 april 1965, var en svensk barnläkare och kardiolog, internationellt känd som "den europeiska barnkardiologins fader".

## Biografi
Mannheimer avlade studentexamen 1923 och medicine kandidatexamen vid Uppsala universitet 1927. Han blev medicine licentiat vid Karolinska institutet 1932 och disputerade 1940 på avhandlingen Calibrated phonocardiography and electro-cardiography. A clinical study of normal children and children with congenital heart disease.
Mannheimer blev docent i pediatrik vid Karolinska institutet 1941 och arbetade därefter vid Karolinska sjukhuset. Han var en av författarna till den klassiska läroboken Diagnosis of congenital heart disease. A clinical and technical study by the Cardiologic Team of the Pediatric Clinic, Karolinska Hospital, Stockholm 1955.
Mannheimer arbetade även under 1960-talet i Etiopien inom ramen för Sidas verksamhet som medicinskt huvudansvarig för sjukhuset vid Haile Selassie I University i Addis Abeba, där han 1964 blev professor. Han avled 1965 i en bilolycka nära Kampala, Uganda, och efterträddes av barndiabetologen Yngve Larsson.
Edgar Mannheimer tillhörde den svenska släkten Mannheimer. Han var son till politikern Otto Mannheimer och konstnärinnan Charlotte Mannheimer, född Abrahamson.
Första gången var han gift 1930–1942 med Majt Ericsson (1907–1994), dotter till apotekare John Ericsson och Anna Mjöberg samt omgift med bankdirektör Ernst de Maré. I detta äktenskap hade Edgar Mannheimer döttrarna Bodil (född 1935) och Susanne (född 1939).
Andra gången var han gift från 1944 med friherrinnan Viveka von Essen (1912–2013), dotter till löjtnanten, friherre Reinhold von Essen och Eva Ribbing, samt omgift med överstelöjtnant Wilhelm af Sillén (1917–2015). I detta äktenskap hade Edgar Mannheimer barnen Otto (född 1944), Johan (född 1945), Eva (född 1948) och Anette (född 1957).